# Silahdar Damat Ali Paša
Silahdar Damat Ali Paša  (turško Silahdar Damat Ali Paşa) ali Silahdar Ali Paša je bil osmanski general in veliki vezir, * 1667, Iznik, Osmansko cesarstvo,  † 5. avgust 1716, Petrovaradin, Srbija.
Epitet silahdar pomeni nosilec orožja, damat pa ženin.

## Življenje

### Začetek kariere
Ali Paša je bil rojen v turški družini v İzniku (stara Nikeja) v Osmanskem cesarstvu. Njegov oče je bil Hadži Husein. Ali Paša je začel svojo kariero v dvorni šoli Enderun v Istanbulu in bil med vladanjem Mustafe II. imenovan za sultanovega osebnega tajnika. Leta 1709 se je zaročil s hčerko Ahmeda III. in dobil vzdevek damat (ženin) in bil hkrati  imenovan za drugega vezirja. 27. aprila 1713 je bil imenovn za velikega vezirja.

### Veliki vezir
Kmalu po imenovanju za velikega vezirja je uspel skleniti  Prutski mirovni sporazum z Rusijo, s čimer je zavaroval severne meje Osmanskega cesarstva na reki Dneper.
Na začetku leta 1714 je svojo pozornost usmeril proti Morejsko kraljestvo Moreji, ki je bila od morejske vojne in sklenitve Karlovškega miru leta 1699 v posesti Beneške republike.  Osmansko cesarstvo se ni nikoli sprijaznilo s to izgubo. Ko so začeli Benečani v svoje dalmatinske province sprejemati srbske begunce iz Hercegovıne in Črne gore, in se je nekaj njihovih trgovcev zapletlo v spore z osmanskimi ladjami, je osmanska vlada (Porta) dogodke hitro izrabila za izgovor za vojno napoved.  
Sledil je vojni pohod leta 1715, ki ga je osebno vodil Silahdar Ali Paša. Pohod je bil izjemno uspešen, saj je osmanska vojska v zelo kratkem času in zelo majhnimi izgubami osvojila cel Peloponez. 
Habsburška Avstrija je kot zaveznica Beneške republike na pohod odgovorila z vojno napovedjo Osmanskemu cesarstvu. Silahdar Ali Paša je leta 1716 odšel na avstrijsko fronto in prevzel poveljstvo osmanske vojske. V bitki pri Petrovaradinu 5. avgusta 1716,  v kateri je habsburški vojski poveljeval princ Evgen Savojski, je Silahdar Ali Paša padel. Pokopali so ga v njegovi grobnici (turbe) v Beogradu.
Po smrti so ga imenovali Şehit Ali Paša (slovensko mučenec).